# Долиновка (Белгород-Днестровский район)
Долиновка (укр. Долинівка) — село, относится к Белгород-Днестровскому району Одесской области Украины.
Население по переписи 2001 года составляло 680 человек. Почтовый индекс — 67762. Телефонный код — 4849. Занимает площадь 1,86 км².